# Václav Vorlíček
Václav Vorlíček, né le 3 juin 1930 à Prague et mort le 5 février 2019 dans la même ville, est un réalisateur tchèque,,.

## Biographie
Václav Vorlíček joue un rôle important dans le succès de l'industrie cinématographique tchèque dans les domaines de conte de fées et la comédie. Après une formation à la Faculté du film de l'Académie tchèque des arts musicaux entre 1951 et 1956, il a travaillé pour les Studios Barrandov comme réalisateur et scénariste,,. 
Qui veut tuer Jessie ? sorti en 1966, est le premier grand succès de Václav Vorlíček - le film mélange les prises de vue réelles et l’animation utilisant des illustrations de l’auteur de BD Kája Saudek. L'année suivante, il enchaîne avec Fin de l'agent W4C par l'intermédiaire du chien de Monsieur Foustka (1967), une parodie burlesque de James Bond, pleines de rebondissements dignes du genre et de dialogues savoureux.
Surtout dans les années 1980, il produit de nombreux films pour enfants. Václav Vorlíček a travaillé avec le scénariste et écrivain Miloš Macourek pendant de nombreuses années. Il était connu pour sa version novatrice du conte des frères Grimm Trois noisettes pour Cendrillon, film culte de Noël dans plusieurs pays d'Europe. Depuis 2009, une exposition consacrée à Trois noisettes pour Cendrillon accueille le public au château de Moritzburg en Saxe, lieu de tournage de plusieurs de ses scènes,.
En 2005, Zdeněk Zelenka lui consacre son documentaire Václav Vorlíček, král pohádek a komedií.
Zdeněk Zelenka dit de lui : 
«  Il a réalisé des comédies élégantes : il n’y avait pas de mots vulgaires, pas de violence. Il avait un vrai sens de l’humour, de la poésie et de l’exagération. Il comprenait le monde de l’enfance. Tout cela allait de pair avec son apparence : un gentleman à l’élégance toute britannique »
— .

## Filmographie

### Cinéma
- 1953 : Politická karikatura (court-métrage)
- 1954 : Muzikanti (court-métrage)
- 1956 : Direktiva (court-métrage)
- 1960 : L'Affaire Lupínek (Prípad Lupínek)
- 1962 : Les Poussins en voyage (Kuřata na cestách)
- 1964 : Marie
- 1966 : Qui veut tuer Jessie ? (Kdo chce zabít Jessii?)
- 1967 : Fin de l'agent W4C par l'intermédiaire du chien de Monsieur Foustka (cs) (Konec agenta W4C prostřednictvím psa pana Foustky)
- 1971 : Monsieur, vous êtes veuve (Pane, vy jste vdova!)
- 1972 : La Fille sur le balai (Dívka na kosteti)
- 1973 : Smrt si vybírá (cs)
- 1973 : Trois Noisettes pour Cendrillon (Tři oříšky pro Popelku)
- 1974 : Comment noyer le Docteur Mracek ou la fin des ondins en Bohême (Jak utopit doktora Mrácka aneb Konec vodniku v Cechách)
- 1975 : Dva muzi hlásí príchod
- 1976 : Bouřlivé víno (cs)
- 1977 : Což takhle dát si špenát (cs)
- 1978 : Comment on réveille les princesses (cs) (Jak se budí princezny)
- 1979 : Princ a Večernice (cs)
- 1981 : Zralé víno (cs)
- 1982 : Zelená vlna (cs)
- 1985 : Já nejsem já
- 1985 : Rumburak (cs)
- 1986 : Mladé víno (cs)
- 1987 : Křeček v noční košili (cs)
- 1996 : Das Zauberbuch (de)
- 1997 : Ptak ohnivak (cs)
- 1998 : La Reine du lac (cs) (Jezerní královna)
- 2000 : Thomas le fauconnier (Král sokolů)
- 2001 : Mach, Sebestová a kouzelné sluchátko (de)
- 2010 : Saxána a Lexikon kouzel (cs)